# Bogdan Harańczyk
Bogdan Harańczyk (ur. 5 czerwca 1947 roku Lewinie Brzeskim) – polski piłkarz grający na pozycji lewoskrzydłowego. Wieloletni zawodnik Odry Opole.

## Kariera

### Wczesna kariera
Urodził się w 1947 roku w Lewinie Brzeskim. Przygodę ze sportem rozpoczynał od królowej sportu, czyli lekkoatletyki w MKS Opole, a jego pierwszym trenerem był Kazimierz Trawka. Uprawiał sprint i skok w dal. Był ceniony głównie za szybkość, którą pokazywał podczas spotkań piłkarskich w B-klasowej drużynie Olimpii Lewin Brzeski. Podczas jednego z meczów barażowych o A-klasę z Sudetami Burgrabice, został dostrzeżony przez piłkarskich działaczy klubu Stal Nysa. Ówczesnemu 16-latkowi zaproponowano po meczu grę w Nysie i dalszą naukę w tamtejszym Technikum Mechanicznym. W ten oto sposób skończyła się Harańczykowi kariera lekkoatlety a rozpoczęła kariera futbolisty. Na początku w gry Nysie występował w lidze wojewódzkiej, a następnie w utworzonej centralnej trzeciej lidze.

### Odra Opole
W 1967 roku 20-letnim młodym skrzydłowym zainteresowało się Zagłębie Wałbrzych, jednak Harańczyk wybrał ofertę "Niebiesko-czerwonych", do której przeniósł się w styczniu 1968 roku. W I lidze zadebiutował jako lewoskrzydłowy w meczu z Górnikiem Zabrze.
W późniejszym czasie przekwalifikowano Harańczyka na obrońcę. W „Odrze” został następcą Zbigniewa Guta, jednego z najbardziej znanych piłkarzy opolskiej „Odry” (przeniósł się do Lecha Poznań) i stał się etatowym piłkarzem pierwszej jedenastki za czasów Antoniego Piechniczka. W roku 1977 podczas meczu ligowego z Górnikiem Zabrze doznał poważnej kontuzji zerwania ścięgna Achillesa co spowodowało dłuższą przerwę w grze zawodnika oraz wykluczenie go z meczu finałowego Pucharu Ligi z Widzewem Łódź (3:1) rozgrywanego na Stadionie Miejskim w Częstochowie.
Przez wiele lat był klasyfikowany wśród najlepszych obrońców w Polsce. Mimo że był obrońcą nie stronił od gry ofensywnej. W I lidze rozegrał około 200 spotkań i zdobył 8 bramek. Ostatniego gola dla Odry Harańczyk zdobył 20 sierpnia 1978 roku w meczu ze Śląskiem Wrocław. Imponował szczególnie ofiarnością i walecznością podczas meczów "Odry", dzięki czemu zyskał wielka sympatię kibiców opolskich wśród, których był bardzo popularny.

### Kariera we Francji
Po zakończeniu kariery w „Odrze” wyjechał kontynuować karierę do Francji, gdzie w 1978 obecnie mieszka. Występował w II lidze francuskiej w zespole US Boulogne, w której to był wyróżniającym się zawodnikiem. W swoim pierwszym spotkaniu, w rundzie wiosennej sezonu 1978/1979 zdobył bramkę po pięknym strzale w zwycięskim meczu 3:0 przeciwko zespołowi z Blois. Rozegrał w niej w sumie 22 mecze i zdobył 3 bramki.
Następnie w roku 1980 przeniósł się do występującej również w II lidze francuskiej FC Grenoble. Wystąpił w niej w 17 meczach ligowych i 1 meczu Pucharu Francji, bez zdobyczy bramkowej.
W 1981 roku przeniósł się do występującej w niższych ligach drużyny AS Tarentaise, w której w 1986 roku w wieku 39 lat zakończył karierę.

## Po zakończeniu kariery
Bogdan Harańczyk mieszka obecnie we Francji, ale często przyjeżdża do Opola przy okazji spotkań z przyjaciółmi z boiska i obchodów związanych z Odrą. W 2005 roku wziął udział w obchodach jubileuszu 60-lecia klubu i podczas spotkania piłkarskiego byłych gwiazd klubu zerwał sobie ścięgno Achillesa i musiał opuścić boisko.

## Sukcesy
- Puchar Ligi Polskiej: 1977
- Mistrz jesieni w sezonie 1978/1979
- Mistrz II ligi polskiej: 1976